# Steinkreis von Ballyvackey
Der Steinkreis von Ballyvackey (auch Ballvackey - irisch Baile an Bhacaigh) im County Cork in Irland ist ein multipler Steinkreis der Cork-Kerry-Serie oder ein Axial-Stone-Circle (ASC). Er liegt in den flachen Weiden im Becken des Fealge River 4,7 km westlich von Clonakilty nördlich der Straße R599.

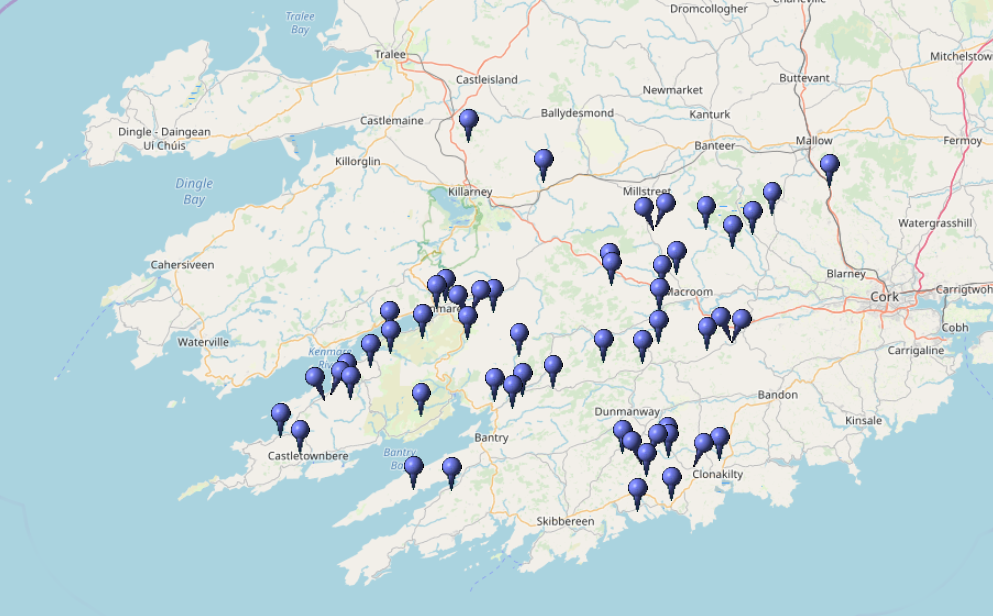
Axiale Steinkreise (ASC)

Die 52 multiplen Steinkreise Irlands (nicht die konzentrischen) weichen mitunter in der Form etwas zum Oval hin ab. Die Anzahl ihrer Steine (7 bis 19) ist zumeist ungerade. Der Kreisdurchmesser variiert von vier Metern (bei sieben Steinen) bis zu 17 m bei 15 Steinen (Kenmare).
Ballyvackey ist ein gutes Beispiel eines axialen Steinkreises (ASC) der Cork-Kerry Serie. Sieben von ursprünglich neun oder elf Steinen, einschließlich eines radialen, nicht sehr hohen  Portalsteins im Süden und einem breiten, flachen Axialstein, der viel weißer ist als die andere Steine, sind erhalten. Die Steinhöhe reicht von 0,9 bis 1,5 m, die Breite von 1,6 bis 0,7 m, wobei sie 0,5 bis 0,3 m dick sind. Die Ausrichtung der Achse ist Nordost-Südwest mit einem internen Abstand zwischen Portal und dem „liegenden Stein“ von etwa 8,5 m.
50 m nördlich liegen ein Boulder Burial und ein Menhir (engl. Standing Stone).